# Stade Cheikh-Zayed
 (avril 2025).
Le stade Cheikh Zayed (en arabe : استاد مدينة زايد الرياضية) est un stade multi-disciplines à Abou Dabi aux Émirats arabes unis.
Il est actuellement utilisé essentiellement pour le football et de façon occasionnelle l'athlétisme.

## Histoire
Conçu avec la participation de l'architecte français Henri Colboc, il a été inauguré en 1979 et avait à l'époque une capacité de 60 000 places.
Il accueille les matchs à domicile de l'équipe des Émirats arabes unis, et a notamment été le théâtre de 3 éditions de la Coupe du Golfe Persique en 1982, 1994 et 2007. Le stade a également accueilli 12 rencontres de la phase finale de la Coupe d'Asie des nations 1996, où l'équipe nationale des Émirats a atteint la finale, battue par l'Arabie saoudite.
Sa capacité a été réduite afin de répondre aux normes de la FIFA et est aujourd'hui de 49 500 spectateurs. L'enceinte a été choisie pour y organiser, avec le Stade Mohammed-Bin-Zayed, les Coupe du monde des clubs 2009 et 2010

## Compétitions internationales organisées
- Coupe du Golfe Persique 1982
- Coupe du Golfe Persique 1994
- Coupe d'Asie des nations 1996
- Coupe du monde des moins de 20 ans 2003
- Coupe du Golfe Persique 2007
- Coupe du monde des clubs 2009
- Coupe du monde des clubs 2010
- Coupe du monde des clubs 2017
- Coupe du monde des clubs 2018
- Coupe d'Asie des nations 2019